# Albertavenator
Albertavenator curriei
Genre
Espèce
Albertavenator est un genre fossile de petits dinosaures de la famille des troodontidés. Il a vécu en Amérique du Nord pendant le Maastrichtien, dernier étage du Crétacé. Ce genre n'est représenté que par une seule espèce, Albertavenator curriei.

## Présentation
Ce genre n'est représenté que par une seule espèce, Albertavenator curriei, du nom du paléontologue Phil Currie, basée sur un os frontal gauche partiel découvert dans la formation de Horseshoe Canyon en Alberta dans les années 1990,.
La découverte d'Albertavenator indique que la diversité des petits dinosaures est peut-être sous-estimée à l'heure actuelle en raison de la difficulté d'identifier les espèces à partir de vestiges fragmentaires. 